# Řád Omara Torrijose Herrery
Řád Omara Torrijose Herrery (španělsky: Orden de Omar Torrijos Herrera) je vyznamenání Panamské republiky. Založen byl roku 1982 a udílen je za vojenskou službu či službu státu.

## Historie a pravidla udílení
Řád byl založen zákonem č. 23 ze dne 14. prosince 1982. Pojmenován byl po Omaru Torrijosovi, veliteli panamské národní gardy a de facto nejvyšším představiteli Panamy. Status řádu byl pozměněn výkonným dekretem č. 336 ze dne 13. července 1995. Znovu byl řád reformován výkonným dekretem č. 1 ze dne 11. ledna 2006.
Řád je udílen prezidentem Panamy za služby státu či vojenskou službu. Udělen může být i posmrtně.

## Třídy
Řád je udílen ve dvou divizích, civilní a vojenské. V civilní divizi je udílen ve čtyřech třídách:
- speciální velkokříž (Gran Cruz Extraordinaria)
- velkokříž (Gran Cruz)
- správce s plaketou (Encomienda con Placa)
- komtur (Comendador)

Ve vojenské divizi je řád udílen ve třech třídách:
- důstojnický velkokříž (Gran Cruz de Oficial)
- velký stříbrný kříž (Gran Cruz de Plata)
- rytíř (Caballero)

## Insignie
Řádový odznak má tvar zlatého bíle smaltovaného kříže položeném na červeno-zeleně smaltovaném olivovém věnci. Uprostřed je kulatý bíle smaltovaný medailon s reliéfním portrétem Omara Torrijose. Po obvodu medailonu je nápis ORDEN OMAR TORRIJOS H.
Řádová hvězda je dvanácticípá. Uprostřed je položen řádový odznak.
Stuha z hedvábného moaré je modrá s bílými pruhy lemujícími oba okraje.